# 张在明
张在明（1942年—2009年12月4日），籍贯河南济源，生于云南昆明， 岩土工程与工程勘察专家。1965年毕业于北京工业大学建筑工程学院。2003年当选中国工程院土木、水利与建筑工程学部院士。担任北京市勘察设计研究院总工程师。

## 头衔
- 中国土木工程学会土力学与岩土工程分会理事长